# Niels Åge Nielsen
Niels Aage Anton Nielsen født (25. juni 1913 i Vejle, død 16. januar 1986) var en dansk professor i nordiske sprog ved Aarhus Universitet. Han var også leder i modstandsbevægelsen.

## Liv og karriere
Nielsen var søn af tømrermesteren Niels Nielsen (1883–1962) og hustruen Ella Kirstine f. Rasmussen (1892–1979).
Han var student fra Marselisborg Gymnasium i 1933 og cand.mag. fra Aarhus Universitet i 1942, hvorefter han beklædte forskellige undervisningsstillinger ved det samme universitet, indtil han blev professor i Nordiske Sprog ved Odense Universitet i 1966. Han vendte dog i 1972 tilbage til sit gamle universitet.
Han beskæftigede sig især med studiet af de danske dialekter, særlig optegnelsen af de jyske dialekter, og det danske sprogs historie.
Niels Aage Nielsen var desuden et højtstående kommunistisk medlem af modstandsbevægelsen under den tyske besættelse.
Nielsens bog over Hans Christian Ørsteds neologismer blev udgivet digitalt i 2020.